# La locura de don Juan
La locura de don Juan es una película en blanco y negro de Argentina dirigida por Mario C. Lugones según el guion de Julio Porter según la obra de Carlos Arniches que se estrenó el 16 de junio de 1948 y que tuvo como protagonistas a Enrique Serrano, Susana Canales, Tito Gómez y Homero Cárpena.

## Sinopsis
La simulación de la locura por el jefe de la familia para cortar el despilfarro de los suyos.

## Reparto
- Enrique Serrano …Don Juan
- Susana Canales …Rosita
- Tito Gómez …Cándido
- Homero Cárpena ... Raimundo
- Felisa Mary...Doña Laura
- Gogó Andreu...Sr. Faustino
- Dringue Farías …Poroto
- Miguel Gómez Bao …Doctor Amancio
- Ángeles Martínez ... Mariana
- Alfredo Alaria...Raimundo
- Miriam Sucre ... Martha (Mucama)
- Ramón J. Garay … Toribio (Mayordomo)

- Carlos Belluci ... José (Chofer)
- Herminia Más ... Zulema (Cocinera)
- Tato Bores ... Loco con guitarra
- Soledad Marcó
- Ivonne Lescaut
- Greta Ericksson
- Pola Neumann
- Pedro Pompillo
- Osvaldo Domecq

## Comentarios
Calki opinó en su crónica de El Mundo:

Amena y eficaz versión… no se ajusta del todo al juego frívolo de Enrique Serrano la faz humana del personaje… pero lanzado de lleno en lo cómico, lo vemos retomar el centro de la escena y animar sus mejores momentos con el despliegue brillante de sus recursos.

Por otra parte La Prensa dijo:

Comedia con recursos limpios pero no siempre depurados en la farsa, aspectos que ( Lugones ) debe cuidar, pues tiene evidentes condiciones de narrador y anota detalles de interés.